# Patsy Walker
Patsy Walker ist eine Comicfigur des US-amerikanischen Verlages Marvel Comics, die von Ruth Atkinson erschaffen wurde. Sie hatte ihren Erstauftritt im Comic Miss America Magazine #2 des Marvel-Vorgängerverlages Timely Comics und war ab 1945 Hauptdarstellerin einer gleichnamigen Schulkomödien-Comicreihe. Seit den 1970er-Jahren wurde sie als eine Superheldin namens Hellcat (dt.: Höllenkatze) interpretiert. Sie wird in der Serie Marvel’s Jessica Jones (2015) von Schauspielerin Rachael Taylor verkörpert.

## Geschichte

### Patsy Walker
Unter Ruth Atkinson, eine der ersten weiblichen Comicbuchautoren in Nordamerika, debütierte Patricia „Patsy“ Walker als fröhliche, rothaarige Jugendliche, deren Abenteuer zuerst in der Comicreihe Miss America, bald aber in ihrer eigenen Serie Patsy Walker veröffentlicht wurden. Hierbei handelte es sich um Schul- und Teenagerkomödien im Stil von Archie Comics, in der sie gemeinsam mit ihrer besten Freundin Hedy den Schulalltag in der fiktiven Kleinstadt Centerville bewältigt, mit ihrem Schwarm Robert Baxter flirtet und Halt bei ihren liebenden Eltern Betty und Stanley sowie ihrem kleinen Bruder Mickey findet. Diese Heile-Welt-Geschichten verkauften sich in der Nachkriegszeit so gut, dass Patsy Walker sowie ihre Spin-off-Serien Patsy and Hedy sowie Patsy and Her Pals nahtlos weiterpubliziert wurden, als Timely Comics 1951 in den Nachfolgeverlag Atlas Comics aufging, der wiederum 1961 in Marvel Comics umgewandelt wurde. Mitte der 1960er-Jahre ging sie von ihrer Highschool ab, heiratete Robert Baxter und nahm den Namen Patsy Baxter an. Erst 1965 endete die letzte Patsy-Serie, womit sie eine der seltenen Marvel-Figuren ist, die sowohl in der Timely- als auch in der Atlas-Ära als Protagonist in einer eigenen Comicreihe existierte. Im selben Jahr ließ Marvel-Autor Stan Lee Patsy Walker zum ersten Mal in einem Superheldencomic auftreten, Fantastic Four Annual #3 (1965). Um den Übergang der eher biederen Patsy in die actionreiche Superheldenwelt zu vereinfachen, wurde innerhalb des Marvel-Universums etabliert, dass sämtliche Veröffentlichungen von Patsy Walker von 1944 bis 1965 selbst Comics waren, die von ihren Eltern verfasst wurden und in der Marvel-Welt Bestseller waren. In den 1970er-Jahren trat sie sporadisch in der Reihe Amazing Adventures auf, wobei sie sich von Robert Baxter trennte und wieder ihren Geburtsnamen Patsy Walker annahm.

### Hellcat

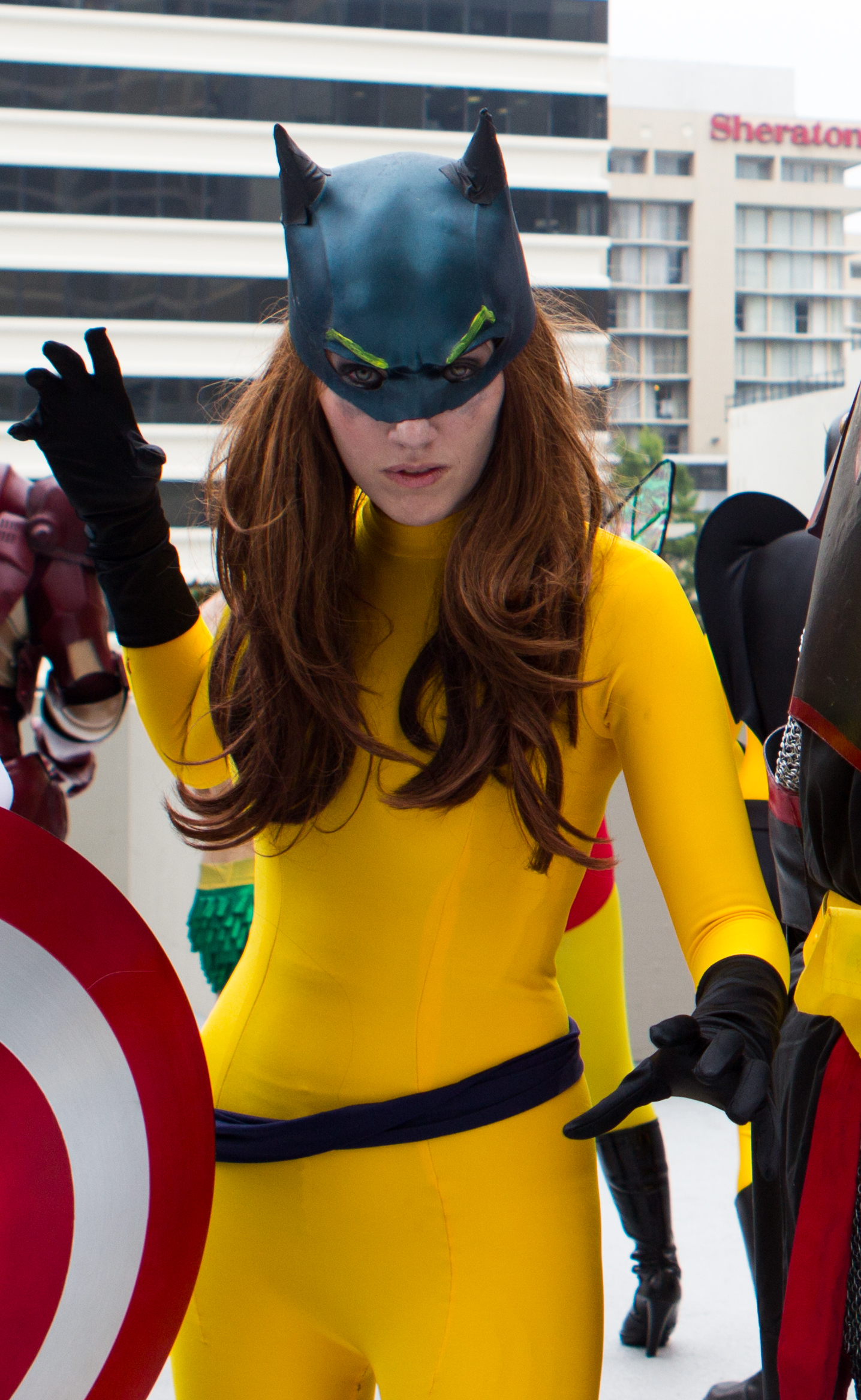
Cosplayerin als Hellcat

1975 wurde Patsy Walker als die Superheldin Hellcat (dt.: Höllenkatze) reinterpretiert, die ein maskiertes gelb-blaues Kostüm trug, welches ihre Kräfte vervielfachte. Innerhalb von Marvel Comics wurde sie als die Nachfolgerin ihrer Superhelden-Kollegin The Cat (engl.: die Katze) etabliert, die 1972 mit denselben Superkräften debütiert hatte, aber bald mangels Interesse aus dem Marvel-Universum geschrieben wurde. Hellcat erhielt Training von den Avengers und war ab 1976 feste Protagonistin im Marvel-Superheldencomic Defenders.
Im Comic Defenders #89 (1980), in der das Begräbnis von Dorothy Walker stattfindet, wurde Patsy Walkers neue Biografie etabliert, in der Versatzstücke ihrer alten Timely- und Atlas-Zeit in einer düsteren Form neu interpretiert wurden. In dieser Neuinterpretation war sie die Tochter der ehrgeizigen Eltern Joshua und Dorothy, die sie als Kinderstar in der TV-Show It's Patsy auftreten ließen und als Merchandise viele Comics veröffentlichten (d. h. sämtliche Patsy-Walker-Comics bis 1965), in der ihr Leben in einer idealisierten Form dargestellt wurde. Ihre Comic-Eltern Betty und Stanley waren nun beschönigte Pastiches ihrer tatsächlichen Eltern, die sie skrupellos ausbeuteten. Ihre Ehe mit Robert Baxter wurde nicht mehr als Traumhochzeit, sondern als Flucht interpretiert und die Ehe selbst als leer und trist beschrieben. Erst nach der Scheidung von Robert und nach dem Bruch mit ihren Eltern habe sie ihre wahre Berufung entdeckt, Menschen zu helfen. In Defenders #94 (1981) wurde Hellcat buchstäblich von einem Teufel namens Avarrish besessen, der mit Mühe von den Defenders vernichtet wurde. Es wurde enttarnt, dass die Schuldige ihre eigene Mutter Dorothy war: Auf dem Sterbebett bot sie der Hölle Patsys Seele an, im Austausch für ein neues Leben. Gemäß diesem Teufelspakt verwandelte Avarrish Hellcat in ein seelenloses Monster, und als ihre Teamkollegen den Teufel bannten, wurde zwar Hellcat wieder ein Mensch, Dorothy Walker aber starb endgültig. Die Tatsache, dass ihre eigene Mutter skrupellos genug war, um ihre eigene Tochter dem Leibhaftigen zu opfern, verstörte Hellcat zutiefst. Diese Storyline wurde im Nachhinein für die kompromisslose Neuerfindung einer etablierten Figur gelobt und machte im Nachhinein ihren Superheldennamen Hellcat (dt.: Höllenkatze) plausibel.
In den Folgejahren wurden die Superhelden- und Dämonenelemente von Patsy Walkers Hellcat-Identität betont, so dass etabliert wurde, dass sie mehrere Cyberimplantate in sich trägt, die ihr auch ohne ihr Kostüm erhöhte Körperkräfte und übermenschlich scharfe Sinne verleihen, und sie immer mehr gegen okkulte Kräfte kämpfte. Hierbei verliebte sich in ihren Defenders-Kollegen Daimon Hellstrom, den sie später heiratete. Hellstrom, der in den Marvel-Comics buchstäblich der Sohn des Satan und einer sterblichen Frau ist, war selbst zwar rechtschaffen, kämpfte aber mit seiner Frau so oft gegen widernatürliche Elemente, dass es Hellcat allmählich den Verstand raubte. Im Comic Hellstorm: Prince of Lies #14 (1994) beging sie Selbstmord und wurde 2000 wieder zum Leben erweckt, ließ sich aber von ihrem Mann Daimon scheiden. Im neuen Jahrtausend tauchte Hellcat in mehreren kurzlebigen Comicreihen auf, u. a. Hellcat (2000, 3 Ausgaben) The Defenders vol. 2 (2001/2, 12 Ausgaben), Patsy Walker: Hellcat (2008/9, 4 Ausgaben) und Marvel Divas (2009, 4 Ausgaben).
Nach dem Marvel-Event Marvel NOW! ist Hellcat ein Mitprotagonist in der Serie She-Hulk (seit 2014), und seit 2015 erscheint ihre neue Comicreihe Patsy Walker, aka Hellcat!. In diesen jüngeren Veröffentlichungen wird Hellcat als Heldin einer Superheldenkomödie interpretiert, die laut Editor Wil Moss „viel Comedy im Stile von Dating Queen und Broad City durchlebt, nur mit viel mehr Schurken, einer peinlichen Vergangenheit als Teeniestar, und einem Ex, der buchstäblich der Sohn von Satan ist“.
Die 1944 erfundene Patsy Walker ist mit Human Torch (Erstauftritt 1939), Namor the Sub-Mariner (1939), Captain America (1941) und Miss America (1944) eine der ältesten Figuren, die heute im Besitz von Marvel Comics sind. Sie ist eine der seltenen Timely-Comics-Figuren, die bis zur Gründung von Marvel Comics (1961) ohne Unterbrechung publiziert wurde.

## Veröffentlichungen
Patsy Walker bzw. Hellcat wurden in folgenden eigenen Serien veröffentlicht:
- Als Patsy Walker
  - Patsy Walker (1945–65)
  - Patsy and Hedy (1952–60)
  - Patsy and her Pals (1953–57)
- Als Hellcat
  - Hellcat (2000)
  - Patsy Walker: Hellcat (2008-9)
  - Patsy Walker, aka Hellcat! (seit 2015)

## In anderen Medien
Walker tritt als Patricia „Trish“ Walker in der Serie Marvel’s Jessica Jones (2015) auf. Hierbei wird sie von Schauspielerin Rachael Taylor verkörpert. Diese Interpretation greift viele Motive ihrer Hellcat-Biografie auf, u. a. ihre unglückliche Kindheit unter ihrer skrupellosen Mutter Dorothy (Rebecca De Mornay), die sie gegen ihren Willen zum Kinderstar aufbaute und regelmäßig misshandelte. In dieser Version ist sie eine Radiomoderatorin und die Adoptivschwester der Protagonistin Jessica Jones.